# Aphanistes didii
Aphanistes didii är en stekelart som beskrevs av Ian D. Gauld och Bradshaw 1997. Aphanistes didii ingår i släktet Aphanistes och familjen brokparasitsteklar. Inga underarter finns listade i Catalogue of Life.